# John Ireland (actor)
John Benjamin Ireland (Vancouver, Columbia britànica, 30 de gener de 1914 - Santa Barbara, Califòrnia, 21 de març de 1992) va ser un actor de cinema estatunidenc d'origen canadenc. És recordat com a personatge malvat habitual de pel·lícules de l'oest, si bé els seus papers més recordats van ser el periodista d'All the King's Men, pel qual va ser candidat al Premi Oscar, i el de Criso en la pel·lícula de Stanley Kubrick Espartac. Una estrella del Passeig de la Fama de Hollywood porta el nom de John Ireland.

## Biografia
Encara que Ireland va néixer al Canadà, aviat es va traslladar a viure a Nova York; allà va començar la seva carrera d'actor amb petits papers en teatres de Broadway. El 1945, debuta al cinema amb la pel·lícula bèl·lica Un passeig sota el sol del director Lewis Milestone i amb Dana Andrews com a protagonista. La dècada dels 40 és una etapa d'aprenentatge per a ell, tot i que ja té papers importants que el fan conegut entre el públic. Títol important d'aquesta època és Passió dels forts de John Ford, i el 1947 protagonitza el seu primer llargmetratge, Railroaded!, una pel·lícula de cinema negre dirigida per Anthony Mann. L'any següent, després d'intervenir en diverses pel·lícules, protagonitza Open secret de John Reinhardt, encara que la cinta més important en la qual treballa és Rio Rojo de Howard Hawks, en què es fa amb actors de la categoria de John Wayne o Montgomery Clift; a més, coneix Joanne Dru, la bella actriu que es convertiria en la seva esposa. En aquell mateix 1948, treballa en la superproducció Joana d'Arc de Victor Fleming, amb Ingrid Bergman i José Ferrer com a protagonistes.
Ireland va continuar protagonitzant pel·lícules, però les seves millors interpretacions i les més recordades són papers secundaris. El 1949, El polític, pel·lícula dirigida per Robert Rossen, va guanyar l'Óscar a la millor pel·lícula, i en què Ireland tornava a treballar amb la seva esposa. Altres papers seus recordats d'aquesta època són els de malvats en westerns com La vall de la venjança, de Richard Thorpe, Els Doolins d'Oklahoma, o Little Big Horn. El 1957, treballa en Duel de titans de John Sturges, donant vida a Johnny Ringo, que donava la rèplica a un Doc Holliday interpretat per Kirk Douglas.
Des de mitjans dels cinquanta, John Ireland reparteix el seu treball entre el cinema i la televisió. Així, apareixerà en moltes sèries d'èxit com Gunsmoke, Alfred Hitchkock presents, Missió impossible, El planeta dels simis, Santa Bàrbara, entre d'altres.
A més, en els seixanta, va emigrar a Europa per participar en coproduccions italianes i espanyoles, especialment del gènere Spaguetti western. De la seva etapa madura, les seves dues interpretacions més recordades són com a Criso en Espàrtac de Stanley Kubrick i com el sergent Harry de 55 dies a Pequín de Nicholas Ray, ambdues rodades a Espanya. Va participar també en la superproducció La caiguda de l'Imperi romà, al costat d'estrelles com Sophia Loren i James Mason. Ja en els anys 70, va participar en Objectiu: matar, thriller amb Lee Van Cleef i l'espanyola Carmen Cervera, després famosa com a col·leccionista d'art.
Ireland va continuar treballant fins al 1992, en què va morir a causa d'una leucèmia. El seu últim paper seria de rei Artur en Waxwork II: Perdut en el temps d'Anthony Hickox.

## Filmografia
Filmografia:
| Any  | Títol                                        | Paper                          | Notes                                                     |
| ---- | -------------------------------------------- | ------------------------------ | --------------------------------------------------------- |
| 1945 | Una passejada al sol (A Walk in the Sun)     | Pfc. Windy Craven              |                                                           |
| 1946 | Behind Green Lights                          | Detectiu Engelhofer            |                                                           |
| 1946 | It Shouldn't Happen to a Dog                 | Benny Smith                    |                                                           |
| 1946 | My Darling Clementine                        | Billy Clanton                  |                                                           |
| 1947 | Railroaded!                                  | Duke Martin                    |                                                           |
| 1947 | The Gangster                                 | Frank Karty                    |                                                           |
| 1948 | I Love Trouble                               | Reno                           |                                                           |
| 1948 | Open Secret                                  | Paul Lester                    |                                                           |
| 1948 | Raw Deal                                     | Fantail                        |                                                           |
| 1948 | Riu Vermell (Red River)                      | Cherry Valance                 |                                                           |
| 1948 | Joan of Arc                                  | Jean de la Boussac, St. Severe |                                                           |
| 1949 | All the King's Men                           | Jack Burden                    | Nominació per Ireland, premi Oscar a la millor pel·lícula |
| 1949 | Shot Jesse James                             | Bob Ford                       |                                                           |
| 1949 | Anna Lucasta                                 | Danny Johnson                  |                                                           |
| 1950 | The Return of Jesse James                    | Johnny Callum                  |                                                           |
| 1951 | Vengeance Valley                             | Hub Fasken                     |                                                           |
| 1951 | The Basketball Fix                           | Pete Ferreday                  |                                                           |
| 1951 | The Scarf                                    | John Howard Barrington         |                                                           |
| 1951 | Batalla de Little Big Horn (Little Big Horn) | Tinent John Haywood            |                                                           |
| 1952 | The Bushwackers                              | Jefferson Waring               |                                                           |
| 1953 | Hannah Lee: An American Primitive            | Marshal Sam Rochelle           |                                                           |
| 1954 | The Good Die Young                           | Eddie Blaine                   |                                                           |
| 1954 | Southwest Passage                            | Clint                          |                                                           |
| 1955 | L'abella reina (Queen Bee)                   | Judd Prentiss                  |                                                           |
| 1955 | The Fast and the Furious                     | Frank Webster                  | També codirector                                          |
| 1955 | The Glass Cage                               | Pel Pelham                     |                                                           |
| 1955 | Hell's Horizon                               | Capità John Merrill            |                                                           |
| 1957 | Gunfight at the O.K. Corral                  | Johnny Ringo                   |                                                           |
| 1958 | Party Girl                                   | Louis Canetto                  |                                                           |
| 1960 | Espàrtac (Spartacus)                         | Crixus                         |                                                           |
| 1960 | Faces in the Dark                            | Max Hammond                    |                                                           |
| 1961 | Wild in the Country                          | Phil Macy                      |                                                           |
| 1961 | Return of a Stranger                         | Ray Reed                       |                                                           |
| 1963 | 55 dies a Pequín (55 Days at Peking)         | Sergent Harry                  |                                                           |
| 1964 | The Fall of the Roman Empire                 | Ballomar                       |                                                           |
| 1965 | Jugant amb la mort (I Saw What You Did)      | Steve Marek                    |                                                           |
| 1967 | Fort Utah                                    | Tom Horn                       |                                                           |
| 1967 | Hate for Hate                                | James Arthur Cooper            |                                                           |
| 1968 | Villa Rides                                  | Client d'una barberia          |                                                           |
| 1968 | Trusting Is Good... Shooting Is Better       | El coronel                     |                                                           |
| 1969 | Una sull'altra                               | Inspector Wald                 |                                                           |
| 1969 | Carnal Circuit                               | Walter Salinger                |                                                           |
| 1970 | The Adventurers                              | Mr. James Hadley               |                                                           |
| 1972 | Escape to the Sun                            | Jacob Kagan                    |                                                           |
| 1972 | Northeast of Seoul                           | Flanagan                       |                                                           |
| 1974 | The Phantom of Hollywood                     | Lloctinent Gifford             |                                                           |
| 1974 | Welcome to Arrow Beach                       | Xèrif Duke Bingham             |                                                           |
| 1974 | The House of Seven Corpses                   | Eric Hartman                   |                                                           |
| 1975 | Adéu, nena (Farewell, My Lovely)             | Detectiu tinent Nulty          |                                                           |
| 1976 | The Swiss Conspiracy                         | Dwight McGowan                 |                                                           |
| 1976 | Saló Kitty (Salon Kitty)                     | Cliff                          |                                                           |
| 1976 | Sex Diary                                    | Milton                         |                                                           |
| 1977 | Satan's Cheerleaders                         | Xèrif                          |                                                           |
| 1977 | Ransom (aka Assault on Paradise)             | Cap Haliburton                 |                                                           |
| 1978 | Tomorrow Never Comes                         | Capità                         |                                                           |
| 1979 | On the Air Live with Capità Midnight         | Agent Pierson                  |                                                           |
| 1979 | Guyana: Cult of the Damned                   | Dave Cole                      |                                                           |
| 1979 | H. G. Wells' The Shape of Things to Come     | Senador Smedley                |                                                           |
| 1981 | Íncube (Incubus)                             | Hank Walden                    |                                                           |
| 1981 | Bordello                                     | Jutge                          |                                                           |
| 1985 | El dia d'en Martin (Martin's Day)            | Brewer                         |                                                           |
| 1985 | Treasure of the Amazon                       | Capellà                        |                                                           |
| 1986 | Thunder Run                                  | George Adama                   |                                                           |
| 1987 | Terror Night                                 | Lance Hayward                  |                                                           |
| 1988 | El missatger de la mort (Messenger of Death) | Zenas Beecham                  |                                                           |
| 1989 | Sundown: The Vampire in Retreat              | Ethan Jefferson                |                                                           |
| 1990 | The Graveyard Story                          | Dr. McGregor                   |                                                           |
| 1992 | Waxwork II: Lost in Time                     | Rei Arthur                     |                                                           |